# Miljenko Bratoš
Miljenko Bratoš (Dubrovnik, 11. prosinca 1947. – Dubrovnik, 25. listopada 1991.) bio je hrvatski bojnik i ključna figura u organizaciji obrane Dubrovnika tijekom Domovinskog rata. 

## Životopis
Rođen je 11. prosinca 1947. godine u Dubrovniku. Obrazovao se za brodostrojara.
Godine 1990. dolazi na funkciju sekretara Sekretarijata za narodnu obranu u Dubrovniku. Kao sekretar općinskog Sekretarijata za narodnu obranu, Bratoš je među prvima prepoznao nadolazeću prijetnju rata. Već u ožujku 1991. godine započeo je s pripremama za obranu grada, organizirajući skloništa, zalihe hrane, vode, agregate i krv. Bio je prvi zapovjednik obrane Dubrovnika. U ljeto 1991. JNA je pokušala mobilizirati oko 3500 stanovnika Dubrovnika u rezervni sastav, ali Bratoš je dao apel ljudima da ignoriraju poziv.
Bratoš je poginuo 25. listopada 1991. godine, obilazeći prvu crtu bojišnice. Pokopan je u Aleji branitelja na groblju Boninovo u Dubrovniku.

## Doprinos obrani Dubrovnika
Bratoš je bio jedan od osnivača Odreda naoružanih brodova, koji su igrali najznačajniju ulogu u obrani grada s mora. Također je organizirao vađenje minsko-eksplozivnih sredstava iz podmorja, kako bi se eksploziv iskoristio za improvizirane obrambene naprave.

## Posmrtna priznanja
Posmrtno je odlikovan Redom Petra Zrinskog i Frana Krste Frankopana, Redom hrvatskog pletera, Spomenicom Domovinskog rata te Redom bana Josipa Jelačića za osobite zasluge.

## Naslijeđe
U čast Miljenku Bratošu, jedna ulica u dubrovačkom naselju Lapad nosi njegovo ime. Njegova kći, poznata fotografkinja Mara Bratoš, često ističe njegovu predanost i ljubav prema Gradu, naglašavajući koliko je bio važan za obranu Dubrovnika. Miljenko Bratoš ostaje upamćen kao jedan od najzaslužnijih ljudi za uspostavu obrane Dubrovnika i kao simbol hrabrosti i domoljublja.